# Mervyn Davies
Mervyn Davies (Swansea, 9 dicembre 1946 – 15 marzo 2012) è stato un rugbista a 15 gallese con all'attivo 38 presenze per la nazionale come numero 8.
Davies si unì ai London Welsh nel 1968 dopo aver lasciato Swansea, sua città natale. Nel 1969 ha disputato contro la Scozia la prima di 38 partite consecutive con la nazionale. Durante questo periodo il Galles vinse due Grandi Slam e tre Triple Crown. Prese parte a due tour dei British and Irish Lions (per un totale di 8 match), quello in Nuova Zelanda nel 1971 e quello in Sudafrica del 1974. Nelle sue 46 partite internazionali, divise tra Galles e Lions è uscito da sconfitto dal campo solo 9 volte.
Alto e magro, si fece crescere baffi da messicano per apparire più aggressivo sul campo da gioco. Fu soprannominato "Merv the Swerve" ed è considerato il più forte numero 8 gallese ed uno dei più forti rugbysti di tutti i tempi.
La sua carriera finì nel 1976, quando, nella partita tra Swansea (di cui era capitano) e Pontypool, subì un'emorragia cerebrale. Già una volta, quattro anni prima, gli era capitato di collassare sul campo; quella vota si pensò ad una meningite. Dopo il secondo incidente passò vari mesi all'University Hospital of Wales.
In un sondaggio tra i tifosi gallesi del 2002 Davies è stato votato come "più grande capitano gallese di sempre" e come "miglior numero 8 gallese di sempre". Nel 2001 è stato ammesso nell'International Rugby Hall of Fame.
È scomparso nel 2012 all'età di 65 anni a seguito di un tumore.

## Fonti
- Mervyn Davies & David Roach - In Strength and Shadow (Mainstream, 2005)
- The Mervyn Davies Story (BBC2, September 2007)